# Phonapate discreta
Phonapate discreta är en skalbaggsart som beskrevs av Pierre Lesne 1906. Phonapate discreta ingår i släktet Phonapate och familjen kapuschongbaggar. Inga underarter finns listade i Catalogue of Life.